# Акона Ндунгане
Акона Ндунгане (енгл. Akona Ndungane; 20. фебруар 1981) бивши је јужноафрички рагбиста, који је са „Спрингбоксима” освојио титулу првака Света 2007. Играо је најчешће на крилу, а повремено центра. У најјачој лиги на свету играо је за Булсе и освојио је ово елитно такмичење 2007. Дебитовао је у дресу Булса 2005, у мечу против Кетса. Играо је и за рагби 7 репрезентацију ЈАР. За репрезентацију ЈАР одиграо је 13 мечева и постигао 1 есеј.